# Макреш (община Свети Никола)
Вижте пояснителната страница за други значения на Макреш.
Макреш (на македонска литературна норма: Макреш) e село в североизточната част на Северна Македония, част от община Свети Никола.

## География
Селото е разположено северно от град Свети Никола в южните склонове на планината Манговица.

## История
В началото на XX век Макреш е село в Щипска каза на Османската империя. През 1900 година според статистиката на Васил Кънчов („Македония. Етнография и статистика“) Макришъ брои 30 жители, всички българи християни.
Всички християнски жители на селото са под върховенството на Българската екзархия. Според статистиката на секретаря на Българската екзархия Димитър Мишев („La Macédoine et sa Population Chrétienne“) в 1905 година християнското население на Макреш (Makreche) се състои от 80 българи екзархисти.
В 1994 година селото има 2, а в 2002 година – 0 жители.